# Сёстры Нашей Госпожи Кармельской
Сёстры Нашей Госпожи Кармельской (итал. Suore di Nostra Signora del Carmelo), или Конгрегация Сестёр Нашей Госпожи Кармельской (лат. Congregatio Sororum a Dominae Nostrae de Monte Carmelo) — женский институт посвященной жизни в Римско-католической церкви, основанный 15 октября 1854 года в Монтеварки, в Италии блаженной Марией Терезой Иисуса (Скрилли) и утвержденный 27 февраля 1933 года Святым Престолом. Институт является ветвью регулярных терциариев Ордена Кармелитов и обозначается аббревиатурой S.N.S.C.

## История

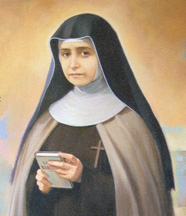
Блаженная Мария Тереза Иисуса, основательница конгрегации.

Институт был основан Марией Скрилли (1825 – 1889) 15 октября 1854 года в Монтеварки, в Тоскане, в Италии с целью образования и нравственного воспитания девушек в духе христианского благочестия. Еще до этого события, 30 июля 1846 года основательница вошла в Третий Орден Кармелитов и приняла монашеский постриг в монастыре Святого Паулина во Флоренции, взяв новое имя Марии Терезы Иисуса.
В 1852 году власти города, с благословения монсеньора Франческо Бронцуоли, епископа Фьезоле, поручили ей руководство над начальной муниципальной школой. За Марией Терезой Иисуса последовали несколько девушек, пожелавших разделить её служение. Так, 15 октября 1854 года основательница, вместе с некоторыми соратницами, приняла монашеское облачение кармелиток и открыла школу для девушек из малоимущих семей, тем самым положив начало новой монашеской конгрегации.
В 1855 году была открыта еще одна школа и второй дом новой конгрегации в Фойяно делла Кьяна. 1 июня 1857 года Леопольд II, великий герцог Тосканский, одобрил деятельность института. В августе того же года, основательница получила краткую аудиенцию у Папы Пия IX во время его визита во Флоренцию.
В 1858 году устав и конституции института были рассмотрены и одобрены руководством Ордена Кармелитов. В 1859 году великий герцог бежал из Флоренции, и глава Временного правительства Тосканы, барон Беттино Риказоли упразднил институт. Сёстры были вынуждены вернуться в свои дома, но Мария Тереза Иисуса, не оставила своего служения.
18 марта 1878 года, с благословения монсеньора Эудженио Чеккони, архиепископа Флоренции, община была восстановлена во Флоренции, на Виа Романа в доме №111. Сёстры тогда носили гражданскую одежду. 15 октября 1882 года конгрегация была восстановлена под названием Конгрегации Терциарных Сестер Святой Терезы. В 1919 году название института было изменено на Конгрегацию Нашей Госпожи Кармельской.
Новые конституции института были утверждены, как временные кардиналом Альфонсо Мария Мистранджело 29 января 1929 года, и община получила признание в качестве монашеского института епархиального права. 31 марта 1929 года конгрегация была принята в Третий Орден Кармелитов. 27 февраля 1933 года институт получил от Папы декрет одобрения, а 2 июля 1933 года Святым Престолом были окончательно утвержденны и конституции общины.
15 мая 1974 года временно были приняты новые конституции, составленные в согласии с постановлениями Второго Ватиканского собора, получившие окончательное утверждение 24 марта 1984 года.
Основательница, Мария Тереза Иисуса, в миру Мария Скрилли была причислена Папой Иоанном Павлом II к лику блаженных 8 октября 2006 года.

## В настоящее время
На 31 декабря 2005 года в институте несли служние 240 сестёр в 43 домах конгрегации в Италии, Бразилии, Канаде, Чехии, на Филиппинах, в Индии, Индонезии, Израиле, Польше и США. Главный дом конгрегации находится в Риме. \

### Деятельность
Сёстры Нашей Господи Кармельской ведут апостольско-созерцательный образ жизни, как и прежде, занимаясь образованием и воспитанием молодёжи, а также служат медицинскими сестрами в больницах.

## Покровители конгрегации
Главной покровительницей института является Божия Матерь Кармельская.